# Каньенкико, Анатоль
Анатоль Каньенкико (рунди и фр. Anatole Kanyenkiko; род. 1952, Нгози, Бурунди) — бурундийский политический и государственный деятель, премьер-министр Бурунди с 7 февраля 1994 по 22 февраля 1995 года. Мэр г. Бужумбура

## Биография
Этнический тутси. С 1972 по 1977 год изучал электромеханику, электротехнику и автоматику в Университете Кан-Нормандия во Франции.
В 1979—1980 годах преподавал во французском лицее. После возвращения на родину работал с 1980 по 1983 год в компании REGIDESO инженером по строительству гидроэлектростанций, с 1983 по 1987 год — начальником отдела электрификации. С 1987 по 1992 год был генеральным директором коммунального предприятия «SETEMU», оказывающим услуги, в том числе, по дорожному строительству и освещению. Также участвовал в строительстве станции очистки сточных вод и рынка в городе Бужумбура; с ноября 1992 по июль 1993 года был мэром г. Бужумбура.
Член партии «Союз за национальный прогресс» (УПРОНА). С февраля 1994 по  февраль 1995 года занимал пост премьер-министр Бурунди.
14 ноября 2007 года президент Пьер Нкурунзиза назначил его министром окружающей среды, землеустройства и общественных работ Бурунди.